# Pentahydrit
Pentahydrit (wie Epsomit auch Bittersalz; chemisch Magnesiumsulfat-Pentahydrat) ist ein seltenes Mineral aus der Mineralklasse der „Sulfate (und Verwandte)“. Es kristallisiert im triklinen Kristallsystem mit der chemischen Zusammensetzung Mg[SO4]·5H2O und entwickelt in der Regel körnige Aggregate und Krusten von weißer Farbe mit einem Stich ins bläuliche. Auch farbloser Pentahydrit ist bekannt. Größere Kristalle sind ebenso wie beim Hexahydrit selten.

## Besondere Eigenschaften
Pentahydrit ist, ähnlich wie Epsomit, nicht stabil. Es kann unter trockenen Bedingungen Wasser abgeben. Bei zu hoher Feuchtigkeit zerfließen Pentahydritkristalle.

## Etymologie und Geschichte
Erstmals entdeckt wurde Pentahydrit in der Umgebung von Cripple Creek im US-Bundesstaat Colorado und beschrieben 1951 durch Charles Palache, Harry Berman, Clifford Frondel, die das Mineral in Anlehnung an seinen Gehalt von fünf Molekülen Kristallwasser nach dem griechischen Zahlwort πεντα penta für fünf und dem griechischen Wortstamm ὕδωρ hyd(r) für Wasser benannten.

## Klassifikation
In der veralteten 8. Auflage der Mineralsystematik nach Strunz gehörte der Pentahydrit zur Mineralklasse der „Sulfate, Chromate, Molybdate, Wolframate“ und dort zur Abteilung „Wasserhaltige Sulfate ohne fremde Anionen“, wo er gemeinsam mit Chalkanthit und Siderotil in der „Chalkanthit-Reihe“ mit der Systemnummer VI/C.03a steht.
In der zuletzt 2018 überarbeiteten Lapis-Systematik nach Stefan Weiß, die formal auf der alten Systematik von Karl Hugo Strunz in der 8. Auflage basiert, erhielt das Mineral die System- und Mineralnummer VI/C.04-010. Dies entspricht der Klasse der „Sulfate, Chromate, Molybdate und Wolframate“ und dort der Abteilung „Wasserhaltige Sulfate, ohne fremde Anionen“, wo Pentahydrit zusammen mit Chalkanthit, Jôkokuit und Siderotil die „Chalkanthitgruppe“ mit der Systemnummer VI/C.04 bildet.
Die von der International Mineralogical Association (IMA) zuletzt 2009 aktualisierte 9. Auflage der Strunz’schen Mineralsystematik ordnet den Pentahydrit in die Klasse der „Sulfate (Selenate, Tellurate, Chromate, Molybdate und Wolframate)“ und dort in die Abteilung „Sulfate (Selenate usw.) ohne zusätzliche Anionen, mit H2O“ ein. Hier ist das Mineral in der Unterabteilung „Mit ausschließlich mittelgroßen Kationen“ zu finden, wo es zusammen mit Chalkanthit, Jôkokuit, Sanderit und Siderotil die „Pentahydritgruppe“ mit der Systemnummer 7.CB.20 bildet.
In der vorwiegend im englischen Sprachraum gebräuchlichen Systematik der Minerale nach Dana hat Pentahydrit die System- und Mineralnummer 29.06.07.03. Das entspricht der Klasse der „Sulfate, Chromate und Molybdate“ und dort der Abteilung „Wasserhaltige Säuren und Sulfate“. Hier findet er sich innerhalb der Unterabteilung „Wasserhaltige Säuren und Sulfate mit AXO4 × x(H2O)“ in der „Chalkanthitgruppe (Triklin: P1)“, in der auch Chalkanthit, Siderotil und Jôkokuit eingeordnet sind.

## Bildung und Fundorte
Durch die chemische Verwandtschaft zum Epsomit sind die Bildung und die Fundorte vergleichbar. Pentahydrit kommt als sekundäres Mineral als Ausblühungen an magnesiumhaltigen Gesteinen bzw. Mineralien vor.
Bekannte Fundorte sind z. B. Grand Junction, Colorado/USA oder Virginia City, Nevada/USA. Fundmöglichkeiten für Pentahydrit sind Evaporite. Hier kann es aus übersättigten magnesiumhaltigen Salzlaken auskristallisieren (Basse-Casamance Valley/Senegal). Wie auch beim Epsomit kann sich Pentahydrit in vulkanischen Fumarolen bilden. Pentahydrit kommt weltweit vor.
Weitere dem Pentahydrit vergleichbare Magnesiumsulfate sind Kieserit, Hexahydrit und Epsomit. Hierbei handelt es sich um die jeweiligen Mono-, Hexa- bzw. Heptahydrate. Diese Mineralien können sich durch Wasseraufnahme bzw. Wasserabgabe ineinander umwandeln. Gelegentlich kommt es dabei zur Bildung der entsprechenden Metamorphosen.

## Kristallstruktur
Pentahydrit kristallisiert triklin-pinakoidal in der Raumgruppe P1 (Raumgruppen-Nr. 2) und den Gitterparametern a = 6,33 Å, b = 10,55 Å, c = 6,07 Å, sowie α = 99,17°, β = 109.88°, γ = 75°, sowie 2 Formeleinheiten pro Elementarzelle.

## Verwendung
Pentahydrit kann wie auch andere wasserlösliche Sulfate (Mirabilit, Kieserit) als Abführmittel (Laxativum) eingesetzt werden.